# فيروس نورواك
فيروس نورواك (بالإنجليزية: Norwalk virus)‏ أو فيروس قيء الشتاء (بالإنجليزية: winter vomiting virus)‏ هو فيروس يحمل اسم مدينة نورواك في ولاية أوهايو في الولايات المتحدة حيث حدث تفشي التهاب معدي معوي فيروسي حاد في إحدى المدراس الإبتدائية في نوفمبر 1968.
ولكون اللجنة الدولية لتصنيف الفيروسات هي المسؤولة عن تصنيف الفيروسات، فهي تصنف فيروس نورواك ضمن جنس نوروفيروس ضمن عائلة الفيروسات الكأسية. علما أن التصنيف القديم بين عامي 1999 و 2002 كان يصنف فيروس نورواك ضمن جنس كان يسمى بالفيروسات الشبيهة بفيروس نورواك (بالإنجليزية: Norwalk-like virus)‏، لكن التسمية استبدلت بتسمية نوروفيروس في التقرير الثامن للجنة الدولية لتصنيف الفيروسات  استجابة للمصادقة على الاسم الجديد في المؤتمر الدولي لعلم الفيروسات الذي أقيم في باريس في عام 2002.
فيروس نورواك هو الفيروس الوحيد المصنف ضمن جنس نوروفيروس.
إن منع انتشار فيروس نورواك صعب جدا.